# Гималайский горал
Гималайский горал (лат. Naemorhedus goral) — жвачное парнокопытное животное подсемейства козлов (Caprinae). Животное козлиного облика, средних размеров. По географической изменчивости окраски выделяются 6 подвидов горалов. Обитающий в российском Приморье подвид сейчас рассматривается в качестве отдельного вида амурский горал (лат. Naemorhedus caudatus).

## Название
Научное название вида Nemorhaedus goral происходит от лат. nemus (род. падеж nemoris), «роща», «лес», и haedus, козлёнок. Горал — индийское название животного.

## Внешний вид
По внешнему виду горал больше всего напоминает обычную домашнюю козу. Он представляет собой переходную форму от коз к антилопам. От других представителей подсемейства козлов отличается формой и величиной рогов и характерным хвостом с длинными волосами.
Длина тела горала 106—118 см, высота в холке до 75 см, масса — 32—42 кг. Хвост — 13—18 см, с длинными волосами на конце. Самцы и самки имеют острые рога чёрного цвета, длиной 13—18 см, с невысокими поперечными кольцами в основе.
Окраска меха — рыже-бурая или серая. От носа через голову и по хребту проходит расплывчатая тёмная полоса. Горло, основание и конец хвоста светлые. Зимний мех длинный и пышный, летний короче и реже.

## Происхождение
Горал мог эволюционировать от серау (Capricornis sumatraensis) или иметь с ним общего предка. Ближайший к горалу род (Pachygazella, в Китае) появился в плиоцене от 7 до 2 млн лет назад, раньше любого другого козла.

## Распространение
Встречается в Гималаях, Восточном Тибете, горных областях Верхней Бирмы, Китае (Сычуань, Юньнань, Шаньси), Пакистане, Индии, Непале и Бутане.

## Образ жизни и питание
Типичное горное животное. Населяет скалистые участки леса или сухие открытые склоны гор до 4000 м над уровнем моря.